# Johann Carl Friedrich Dauthe
Johann Carl Friedrich Dauthe (né le 26 septembre 1746 – mort le 13 juillet 1816) est un architecte et graveur allemand spécialisé dans le style Néo-classique.

## Biographie
Johann Carl Friedrich Dauthe le fils de Johann Heinrich Dauthe, tenancier de café et ancien soldat de l'électorat de Saxe. Après avoir suivi des cours privés chez Adam Friedrich Oeser et s'être inscrit à l'université de Leipzig, il étudie l'architecture à l'Académie des Beaux-Arts de Dresde auprès de Friedrich August Krubsacius, l'un des critiques les plus durables du rococo. Jusqu'à ce qu'Oeser nomme de son propre chef Dauthe, qu'il estime beaucoup, comme professeur d'architecture à l'Académie des Beaux-Arts de Leipzig en 1776, il est depuis 1773 juré d'office, de moulin et de construction hydraulique ainsi que géomètre du prince électeur. De 1780 à sa mort, il est le premier directeur des travaux publics de la ville de Leipzig.
Il meurt à l'âge de 70 ans dans la petite ville de Silésie Bad Flinsberg.
Il a notamment dessiné les plans de l'Augustusplatz au Promenadenring à Leipzig en 1785.